# Кондратович Кіпріан Антонович
Кипріан Антонович Кондратович (біл. Кіприян Антонавіч Кандратовіч; 15 квітня 1858 — 31 жовтня 1932, Гродно) — російський та білоруській генерал, учасник російсько-японської та Першої світової воєн. Був членом Народного секретаріату БНР. З грудня 1918 року обіймав посаду міністра оборони БНР.